# Stergomena Tax
Stergomena Lawrence Tax (Magu, Mwanza, 6 de julio de 1960) es una política y diplomática tanzana, desde el 1 de septiembre de de 2022 es ministra de Defensa y Servicio Nacional de Tanzania, convirtiéndose en la primera mujer en ocupar dicho cargo desde la independencia del país. Anteriormente fue ministra de Asuntos Exteriores y Cooperación de África Oriental de 2022 a 2023. Antes de eso, se desempeñó como secretaria ejecutiva de la Comunidad de Desarrollo de África Austral (SADC).

## Biografía

### Estudios
Stergomena Tax, nació el 6 de julio de 1960 en el distrito de Magu de la región de Mwanza. Asistió a varias escuelas primarias en Magu y Mwanza, y a la escuela secundaria Lake en la ciudad de Mwanza, donde fue contemporánea del quinto presidente de Tanzania, John Magufuli.
En 1988 ingresó en la Facultad de Comercio de la Universidad de Dar es Salaam para realizar estudios de pregrado en comercio, especializándose en finanzas y áreas afines, graduándose en 1991 con honores. En 1997, obtuvo una Maestría en Filosofía en Gestión de Políticas y Economía del Desarrollo y en 2022 un Doctorado en Filosofía en Desarrollo Internacional de la Universidad de Tsukuba en Japón.

### Carrera
Después de graduarse, encontró empleo en el Gobierno de Tanzania, en el Ministerio de Finanzas en varios puestos, incluida la gestión financiera, hasta abril de 2002, cuando se unió y trabajó con la Fundación de Investigación Económica y Social (ESRF) como coordinadora de estudios encargados, permaneció en este puesto durante aproximadamente dos años (mayo 2002-octubre 2004).
Entre 2006 y 2008, se desempeñó como secretaria permanente del Ministerio de Ministerio de Comercio, Industria y Marketing. En 2008, fue nombrada secretaria permanente del Ministerio de Cooperación de África Oriental, puesto que ocupó hasta 2013 en que fue nombrada secretaria ejecutiva de la Comunidad de Desarrollo de África Austral (SADC) en la 33.ª Cumbre de Jefes de Estado y de Gobierno de la organización celebrada en Lilongüe (Malaui).
En agosto de 2021, fue reemplazada por Elias Mpedi Magosi como secretaria de la SADC. El 10 de septiembre de 2021 asumió el puesto de Miembro del Parlamento. El 12 de septiembre de 2021, la presidenta de Tanzania, Samia Suluhu, nombró a Stergomena Tax como Ministra de Defensa, reemplazó a su predecesor, Elias Kwandikwa, quien murió a principios de agosto mientras recibía tratamiento en Dar es Salaam, con este nombramiento Tax se convierte en la primera mujer en ocupar la cartera de defensa desde la independencia del país.
El 3 de octubre de 2022 fue nombrada ministra de Relaciones Exteriores. El 1 de septiembre de 2023, tras una nueva reorganización del gabinete, retornó su antiguo cargo de ministra de Defensa y Servicio Nacional.